# 비스트워즈 네오의 등장인물 목록
다음은 비스트워즈 네오의 등장인물 목록이다.

## 맥시멀(더빙판 - 사이버트론)
빅 콘보이(더빙판 - 맘모라이크)
성우 - 이노우에 준이치/이정구
한 사람의 군대로 알려진 병사. 혼자서 전장으로 향하는 것을 선호한다.
롱랙(더빙판 - 지라포트)
성우 - 유에모토 준/이규화
비스트 모드는 기린. 빅 콘보이에 의해서 부사령관이 된다. 
코라다(더빙판 - 코브리오)
성우 - 우에키 마코토/김영선
비스트 모드는 코브라. 혼자 활동하는 것을 좋아하는 독불장군에 쿨하면서도 성질이 다소 급하다.
브레이크(더빙판 - 브레익)
성우 - 타케우치 준코/이연희
펭귄으로 변신하는 열혈에 야무진 성격으로 말투도 다소 건방지다. 
마하킥(더빙판 - 매치킥)
성우 - 오가와 테루아키/안종덕
비스트 모드는 말. 전투형태로 변신해도 말총 머리가 남는다. 중반부부터 추가된 사이버트론의 신전사.
스탬피(더빙판 - 스탬피)
성우 - 이바시 미카/이향숙
비스트 모드는 토끼이며, 또한 '시저스 모드'라는 가위형태로 변신가능하다. 
하인라드(더빙판 - 하인라드)
성우 - 이에토미 요우지/김소형
비스트 모드는 배에 자명종이 달린 너구리이다. 성격은 다른 멤버에 비해 느긋하고 차분하다. 
나비
성우 - 타카미 카오리/은영선
사이버트론의 인공지능 인간형 홀로그램 컴퓨터.

## 프레데콘(더빙판 - 데스트론)
매그마트론
성우 - /김관철
암모나트
성우 - /이원준
디메트론
성우 - /한호웅
스테고라트
성우 - /김수중
트리케로
성우 - /안종덕
디나비
성우 - /은영선